# Dodartia
- Commons
- Wikispecies

Dodartia L. é um género botânico pertencente à família Phrymaceae.

## Espécies
O gênero apresenta seis espécies:
| - Dodartia atro - Dodartia fragilis - Dodartia indica | - Dodartia linaria - Dodartia orientalis - Dodartia virgata |

- «Lista das espécies»

## Classificação do gênero
| Sistema | Classificação                        | Referência               |
| ------- | ------------------------------------ | ------------------------ |
| Linné   | Classe Didynamia, ordem Angiospermia | Species plantarum (1753) |